# جبهه دموکراسی‌خواهی و حقوق بشر
جبهه دموکراسی‌خواهی و حقوق بشر اتحادی به رهبری مصطفی معین بود که در سال ۱۳۸۴ به عنوان زمینه اصلی مبارزات انتخاباتی وی در انتخابات ریاست‌جمهوری ۱۳۸۴ به کار گرفته شد. معین هدف این جبهه را «دفاع از حقوق همه گروه‌های مذهبی و قومی ایران، جوانان، دانشگاهیان، زنان و گروه‌های مخالف سیاسی که حقوق آن‌ها اغلب نادیده گرفته می‌شود» می‌دانست.
ملی-مذهبی‌ها و نهضت آزادی ایران در کنار اصلاح‌طلبان به این ائتلاف پیوستند. حسینعلی منتظری نیز از حامیان آن بود.